# تپه شهر سوخته ۲۶۸
تپه شهر سوخته ۲۶۸ در شهرستان زابل، بخش شیب آب، دهستان لوتک، ۱۵/۲ کیلومتری جنوب غربی پایگاه باستان‌شناسی شهر سوخته واقع شده و این اثر در تاریخ ۲۰ اسفند ۱۳۸۵ با شمارهٔ ثبت ۱۸۰۷۶ به‌عنوان یکی از آثار ملی ایران به ثبت رسیده است.